# باگنو دی روماگنا
باگنو دی روماگنا (به ایتالیایی: Bagno di Romagna) یک کومونه در ایتالیا است که در استان فورلی-چزنا واقع شده‌است.

## خصوصیات
باگنو دی روماگنا ۲۳۳٫۱ کیلومترمربع مساحت و ۶٬۱۸۷ نفر جمعیت دارد و ۴۹۱ متر بالاتر از سطح دریا واقع شده‌است.

## خواهرخوانده
شهرهای رپپرسویل-جونا و Moutiers خواهرخوانده‌های باگنو دی روماگنا هستند.